# گروسهنرسدورف
گروسهنرسدورف (به آلمانی: Großhennersdorf) یک منطقهٔ مسکونی در آلمان است که در هرنهوت واقع شده‌است. گروسهنرسدورف ۱٬۵۰۳ نفر جمعیت دارد.